# Mujer contra mujer
«Mujer contra mujer» es el título del sencillo compuesto por José María Cano en 1986 y publicada dos años más tarde por Mecano en el disco Descanso dominical (tercer sencillo de este álbum por orden de publicación). La canción fue estrenada en España el 5 de diciembre de 1988, en Hispanoamérica y los Estados Unidos se estrenó entre principios y a mediados de 1989. En Perú se estrenó a partir de 1990.

## Descripción
Se trata de una de las primeras canciones de tema abiertamente homosexual en España y una de las pocas que lo abordan.
En un principio, la canción fue compuesta como maqueta preliminar bajo el título de «Hoy te quiero» en 1985, cuya letra iba dirigida de un hombre a una mujer; más tarde, en 1986, el sentido de la letra fue cambiado por el autor hacia una relación de dos mujeres y tomó el nombre de «La Bola De Pelo», con una letra un poco menos cuidada que la que saldría publicada en "Descanso Dominical".
La canción estaba escrita para el álbum Entre el cielo y el suelo (1986), pero no se publicó en este álbum porque según Ana, "nadie ni siquiera la discográfica estaba segura y no se atrevía a sacarla".
Ha sido calificada como una de las canciones más emblemáticas del movimiento LGBT.

## Versiones de Mecano en otros idiomas
La canción fue traducida al francés ("Une femme avec une femme") y al italiano ("Per lei contro di lei"), para publicarla en sendos trabajos discográficos que llegaron al número uno tanto en Francia cómo en Italia respectivamente. En el país galo alcanzó el número 1 el 5 de noviembre de 1990, y se convirtió en el tema más exitoso de un artista no francés. Llegó a vender más de 400.000 copias.
Hay que acotar que solo la versión adaptada al francés se publicó como sencillo, la versión "Per lei contro di lei" nunca se llegó a publicar como sencillo para la promoción en radio... de ese álbum en italiano, solo se publicaron los temas de "Figlio della Luna" y, "Croce di lame".

La versión francesa de esta canción se publica igualmente en otros países francoparlantes como Bélgica, Suiza, Canadá, Haití y Luxemburgo, entre otros.

## Éxito
Su versión en francés, bajo el título "Une femme avec une femme", fue número uno en Francia durante 8 semanas consecutivas, como también lo fue, en muchos países de Latinoamérica, hecho especialmente remarcable en los casos de Cuba, Ecuador, Puerto Rico y Nicaragua, donde la homosexualidad estaba castigada en ese momento en sus respectivos códigos penales. También en México la canción fue prohibida en un principio, pero el éxito obligó a levantar el veto.

## Versiones
En 1990 el dúo integrado por Sandra Mihanovich y Celeste Carballo versionó la canción, incluyéndola en el disco Mujer contra mujer, publicado en 1990 en Argentina.
La cantante estadounidense Laura Branigan realizó la canción en su español original y la incluyó en su álbum 1993 Over My Heart.
En 2004 este tema fue reeditado por la cantante mexicana Fey para su álbum discográfico titulado La fuerza del destino. Aparece como un tributo al grupo Mecano. También fue reeditada por la actriz y cantante mexicana, Daniela Romo, para su álbum discográfico titulado "Sueños de Cabaret".
En 2010, el dúo estadounidense Ha*Ash grabó la canción en el álbum homenaje a Mecano titulado Tributo a Ana, José y Nacho.
También Ana Torroja en solitario como un homenaje a Mecano, lo cantó en vivo en diferentes conciertos y programas de televisión. Si bien también lo cantó a dúo junto a la cantante española Marta Sánchez, además Ana Torroja tras una visita a Puerto Rico junto a Miguel Bosé explicó el tema sobre esta canción en un programa de televisión entrevistada y conducida por el ex-Menudo, el actor, cantante y presentador Johnny Lozada.

### Otras versiones
Existen las siguientes versiones de «Mujer contra mujer»:
- Raquel Olmedo, del álbum Con el alma en cueros
- Ha*Ash, del álbum Tributo a Ana, Jose y Nacho
- Fey, del álbum La fuerza del destino
- Laura Branigan, del álbum Over my heart
- Antonio Flores, versión instrumental en guitarra
- Vega y Ainhoa Cantalapiedra
- Simone, del álbum Dos enamoradas
- Celeste Carballo y Sandra Mihanovich
- Daniela Romo, del álbum Sueños de cabaret
- Darina y Anaís, del álbum Operación Triunfo México
- Saya, del álbum À la vie (versión en francés)
- Virginia Labuat
- Malú
- Paty Cantú, a dúo con Ana Torroja.
- Diana Navarro (no editada en CD, solo en conciertos)
- Las Chillers, versión rock
- Bely Basarte, del álbum Covers Vol. 3
- Los Niches, versión salsa.
- Aitana, para el documental Pongamos que hablo de Mecano.
- Javiera Mena

## Inspiración para otros artistas
"Mujer contra mujer" no solo fue un tema muy importante dentro del repertorio de Mecano, sino que ha influido de una u otra manera a otros grupos o cantantes de músíca contemporánea, como por ejemplo el grupo alemán Rammstein, quienes compusieron un tema titulado "Mann gegen Mann" (en alemán: "Hombre contra hombre") incluido en el álbum "Rosenrot" en clara alusión [cita requerida] al tema de Mecano publicado dieciocho años antes, en 1988. Además, el cantante italo-venezolano Franco De Vita ha confesado en varias entrevistas televisivas y de prensa que su canción titulada "Rosa o clavel", incluida en el álbum "Stop" está basada o inspirada en esta canción del trío español. 

¿Y cuál fue el punto de partida?:
"Me inspiré en la canción, "Mujer contra mujer", de Ana Torroja, cuando estaba con Mecano. Me pareció hermosa esta letra donde la española describe la pasión entre dos mujeres".
"Abanderado de la causa gay" (entrevista).color

## Controversias
Desde el primer día de su lanzamiento el tema se vio envuelto en la polémica. Pese a censuras y amenazas, los integrantes del trío se defendieron y dieron a conocer su posición de que el caso de las lesbianas es tal como es, sin pelos en la lengua. También el videoclip de la canción, producido en 1989, tuvo problemas de censura: en República Dominicana fue vetado de acuerdo a las leyes del espectáculo, que prohíben los vídeos musicales relacionados con la homosexualidad o la bisexualidad.

## Posicionamiento en listas
| Lista (1989)                | Mejor posición |
| --------------------------- | -------------- |
| España (Los 40 Principales) | 1              |